# Кубические сёги
Кубические сёги (англ. Space shogi, буквально пространственные сёги) — это трёхмерный вариант сёги, изобретённый Джорджем Р. Декле-старшим в 1987 году.

## Описание
Кубические сёги были включены в World Game Review № 10 под редакцией Майкла Келлера (англ. Michael Keller).

## Правила
Игровое пространство состоит из девяти сёгибанов 9 × 9, сложенных вертикально, при этом каждый игрок управляет стандартным набором фигур сёги. Используются стандартные правила сёги, включая те же типы и количество фигур, а также аналогичную начальную расстановку. Применяются все обычные правила сёги, включая сброс, превращение, шах, мат и пат. Однако при этом у фигур есть свобода трёхмерного движения. В партии чёрные начинают игру, занимая уровни с 1 по 3, а белые начинают на уровнях с 9 по 7.